# Коридори крові
Коридори крові (англ. Corridors of Blood, англ. The Doctor from Seven Dials) — англійський трилер 1958 року.

## Сюжет
Лондон 1840 рік. Хірург Томас Болтон хоче винайти знеболювальний засіб, щоб під час операцій заподіяти менше болю пацієнту. Він починає експериментувати з хімічними реактивами на собі, а також безкоштовно застосовує свій засіб на бідняках. Однак у доктора Болтона збільшується пристрасть до свого знеболювального засобу, що призводить до виникнення проблем, і його звільняють з госпіталю. Не здатний дістати хімікати для своїх пристрастей і експериментів, доктор Болтон входить у злочинну змову з Чорним Беном і його помічником Джоном на прізвисько «Воскреситель», які вбивають людей, щоб продавати трупи для медичних експериментів.

## У ролях
| Актор            | Роль                 |
| ---------------- | -------------------- |
| Борис Карлофф    | доктор Томас Болтон  |
| Бетта Сент-Джон  | Сьюзен               |
| Крістофер Лі     | Воскреситель Джо     |
| Фінлей Каррі     | Чарльз Метісон       |
| Едрієнн Коррі    | Рейчел               |
| Френсіс Де Вольф | Чорний Бен           |
| Френсіс Метьюз   | Джонатан Болтон      |
| Френк Петтінгелл | містер Блаунт        |
| Безіл Дігнема    | голова лікарня       |
| Меріен Спенсер   | місіс Матесон        |
| Карл Бернард     | Нед, Ворон           |
| Джон Гебріел     | Пекар                |
| Найджел Грін     | інспектор Донован    |
| Івонн Ромейн     | Роза                 |
| Говард Ленг      | головний інспектор   |
| Джуліан Д'Альбі  | лисий чоловік        |
| Родді Хьюз       | чоловік з годинником |
| Роберт Реглан    | Вілкс                |